# Groensteengordel

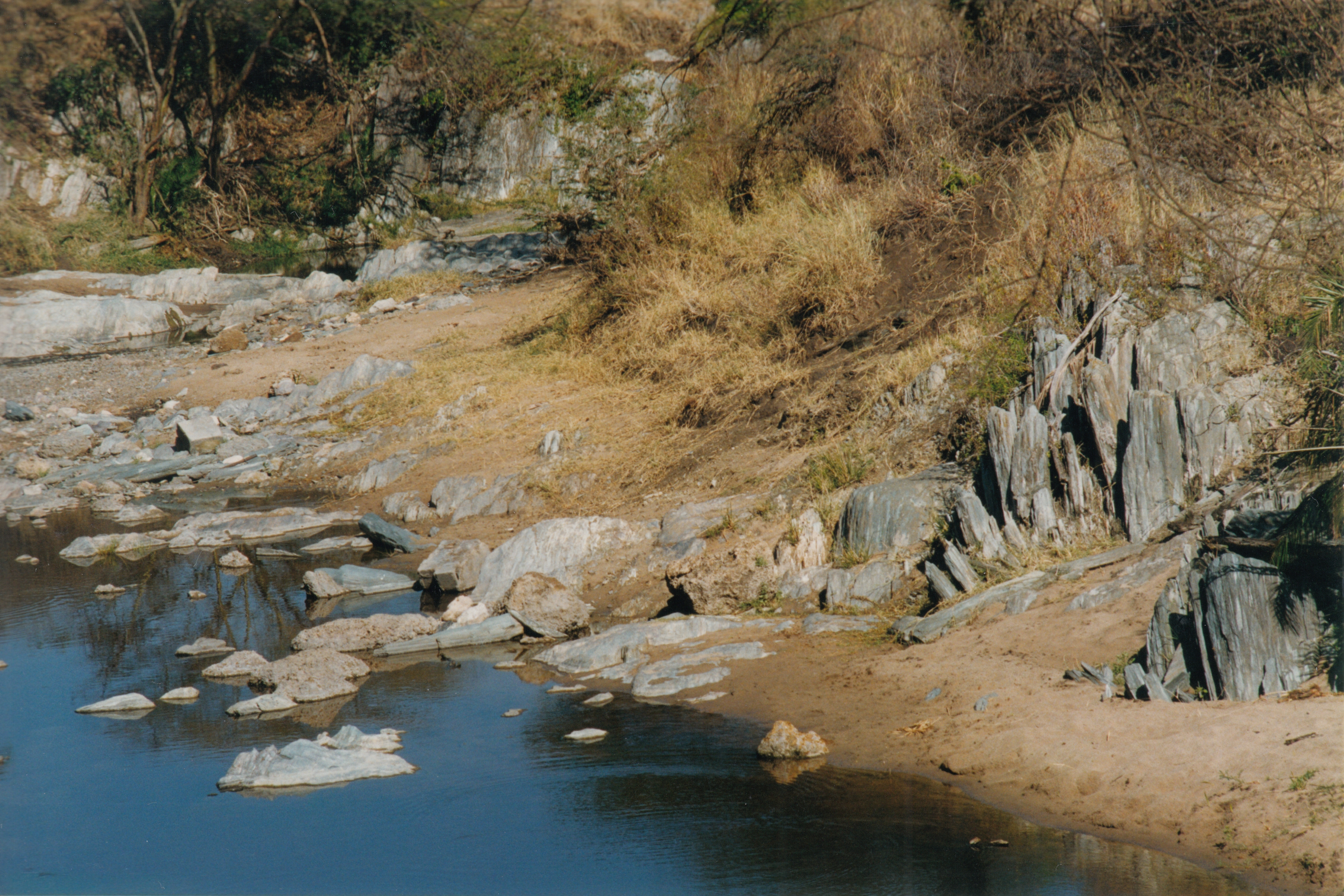
Kilimafedha greenstone, Orangirivier, Serengeti NP, Tanzania

Een groensteengordel (Engels: greenstone belt) is een geologische opeenvolging van gesteente die alleen in kratons voorkomt. Groensteengordels bestaan uit een afwisseling van ultramafische of mafische vulkanische gesteenten en sedimentaire gesteenten. Meestal zijn ze licht tot zwaarder gemetamorfoseerd. Deze metamorfose is vaak groenschist-facies, waarbij het groene mineraal chloriet wordt gevormd. De meeste gesteenten in groensteengordels hebben daardoor een groenige glans, daarom worden ze "groensteen" genoemd.
Groensteengordels komen alleen voor in kratons, ze zijn van Archeïsche of Proterozoïsche ouderdom en behoren tot de oudste gesteenten op Aarde. Er zijn in de loop der tijd veel interpretaties gedaan, sommige daarvan zien groensteengordels als oude plaattektonische spreidingszones, andere als eilandbogen of oceanische troggen.
Archeïsche groensteengordels komen voor in Noordoost-Canada (zie: Canadees Schild), West-Australië, Zuidelijk en Oostelijk Afrika inclusief Madagaskar, West-Afrika, Brazilië en Scandinavië. Proterozoïsche groensteengordels komen voor in het Guianaschild, West-Afrika, op het noorden van Madagaskar, Noord-Canada en in Scandinavië.
Groensteengordels zijn een vindplaats van zware metalen als goud, zilver, koper, zink en lood. Bijzondere typen gesteente die in groensteengordels voorkomen zijn bijvoorbeeld komatiieten (ultramafische lavastromen) en banded iron formations.